# (4028) Pancratz
(4028) Pancratz ist ein Hauptgürtelasteroid, der am 18. Februar 1982 von Laurence G. Taff vom Observatorium in Socorro aus entdeckt wurde.
Der Asteroid wurde am 6. August 2003 nach dem ehemaligen Präsidenten der National Space Society, Chris Pancratz (1950–2003) benannt.